# Santa Lúcia nos Jogos Olímpicos de Verão de 2008
Santa Lúcia participou dos Jogos Olímpicos de Verão de 2008, em Pequim, na China. O país estreou nos Jogos em 1996 e essa foi sua 12ª participação.

## Desempenho

### Atletismo
Masculino
| Atleta          | Evento         | Preliminares | Preliminares | Final       | Final       |
| Atleta          | Evento         | Marca        | Posição      | Marca       | Posição     |
| --------------- | -------------- | ------------ | ------------ | ----------- | ----------- |
| Dominic Johnson | Salto com vara | 5,30         | 30º          | Não avançou | Não avançou |

Feminino
| Atleta          | Evento              | Preliminares | Preliminares | Final       | Final       |
| Atleta          | Evento              | Marca        | Posição      | Marca       | Posição     |
| --------------- | ------------------- | ------------ | ------------ | ----------- | ----------- |
| Levern Spencer  | Salto em altura     | 1,85         | 27º          | Não avançou | Não avançou |
| Erma-Gene Evans | Lançamento de dardo | 56,27        | 30º          | Não avançou | Não avançou |

### Natação
Feminino
| Atleta            | Evento      | Preliminares | Preliminares | Semifinal   | Semifinal   | Final       | Final       |
| Atleta            | Evento      | Marca        | Posição      | Marca       | Posição     | Marca       | Posição     |
| ----------------- | ----------- | ------------ | ------------ | ----------- | ----------- | ----------- | ----------- |
| Danielle Beaubrun | 100 m peito | 1:12.85      | 42º          | Não avançou | Não avançou | Não avançou | Não avançou |